# زاال ان در زااله
زاال ان در زااله (به آلمانی: Saal an der Saale) یک منطقهٔ مسکونی در آلمان است که در رن-گرابفلد واقع شده‌است.